# Clarksdale (Missouri)
Clarksdale é uma cidade localizada no estado americano de Missouri, no Condado de DeKalb.

## Demografia
Segundo o censo americano de 2000, a sua população era de 351 habitantes.
Em 2006, foi estimada uma população de 337, um decréscimo de 14 (-4.0%).

## Geografia
De acordo com o United States Census Bureau tem uma área de
0,8 km², dos quais 0,8 km² cobertos por terra e 0,0 km² cobertos por água. Clarksdale localiza-se a aproximadamente 292 m acima do nível do mar.

## Localidades na vizinhança
O diagrama seguinte representa as localidades num raio de 20 km ao redor de Clarksdale.